# Emanuel Goldberg

Emanuel Goldberg (links) als Leiter der Abteilung Reproduktionstechnik an der Königlichen Akademie für graphische Künste und Buchgewerbe Leipzig, um 1911

Emanuel Gregorius Goldberg (* 19.jul. / 31. August 1881greg. in Moskau; † 13. September 1970 in Tel Aviv) war ein russisch-deutsch-israelischer Chemiker, Techniker und Erfinder.
Goldberg erbrachte seine größten wissenschaftlichen und ingenieurtechnischen Leistungen in Deutschland zur Zeit des Kaiserreichs und der Weimarer Republik, später floh er über Paris nach Israel. Als einer der Gründer von Zeiss Ikon wirkte er längere Zeit in Dresden. Zu seinen Erfindungen und Errungenschaften auf den Gebieten der Fotografie gehören der Mikropunkt, die Filmkamera Kinamo, die Contax-35-mm-Kamera, eine frühe Suchmaschine und sensitometrische Geräte.

## Leben
Emanuel Goldberg wurde am 19. August 1881 nach dem julianischen Kalender als Sohn von Grigori Ignatjewitsch Goldberg und Olga Moisejewna Grodsenka geboren. Von 1900 bis 1904 studierte er Chemie an der Moskauer Universität und anschließend an verschiedenen deutschen Universitäten. 1906 promovierte er an der Universität Leipzig über die Kinetik photochemischer Reaktion bei Robert Luther am Physikalisch-Chemischen Institut, das von Wilhelm Ostwald geleitet wurde. Des Antisemitismus in Russland wegen kehrte er nicht in seine Heimat zurück. Nach einem Jahr als Assistent von Adolf Miethe an der Königlich technischen Hochschule zu Berlin wurde er 1907 als Nachfolger von Georg Aarland Professor an der Königlichen Akademie für graphische Künste und Buchgewerbe in Leipzig, wo er den Unterricht in Reproduktionsfotografie zu einer eigenen Abteilung ausbaute und bis 1917 blieb.
Am 28. Juni 1907 heiratete Goldberg Sophie Posniak (* 28. August 1886; † 10. Dezember 1968). Ihr Sohn Herbert Goldberg wurde am 20. November 1914 geboren, die Tochter Renate Eva, verheiratete Chava Gichon am 19. September 1922.
1917 wurde Goldberg Direktor der Internationalen Camera Actiengesellschaft in Dresden, wo er unter anderem die Kinamo-Filmkamera mit einem Federwerk entwickelte. In der 1926 durch einen Zusammenschluss von vier Firmen entstandenen Zeiss Ikon war er als Generaldirektor tätig. Nach einer Entführung durch SA-Männer 1933 verließ er Deutschland und war zunächst bis 1937 für eine Zeiss-Niederlassung in Frankreich tätig. Anschließend  emigrierte er nach Palästina. Dort gründete er ein später Goldberg Instruments genanntes Laboratorium, aus dem sich die Firma Electro-Optical Industries („El-Op“) in Rechowot entwickelte. Eine Fotografie von John Phillips für das Life-Magazine zeigt Goldberg im Jahre 1943 in seiner Werkstatt in Palästina.
1960 ging Emanuel Goldberg in den Ruhestand, beschäftigte sich aber weiter mit seinen Forschungsarbeiten. 1968 wurde ihm der Israel-Preis verliehen. Er starb am 13. September 1970 in Tel Aviv.
1990 beantragte die in Tel Aviv lebende Tochter Chava Gichon die Restitution des Grundstücks in der Oeserstraße 5 in Dresden, das Goldberg als Direktor der Zeiss-Ikon-Werke 1927 gekauft hatte. Eine einvernehmliche Lösung unter Beteiligung der Besitzer des Grundstücks scheiterte im August 1995 am zuständigen Liegenschaftsamt.

## Gedenken

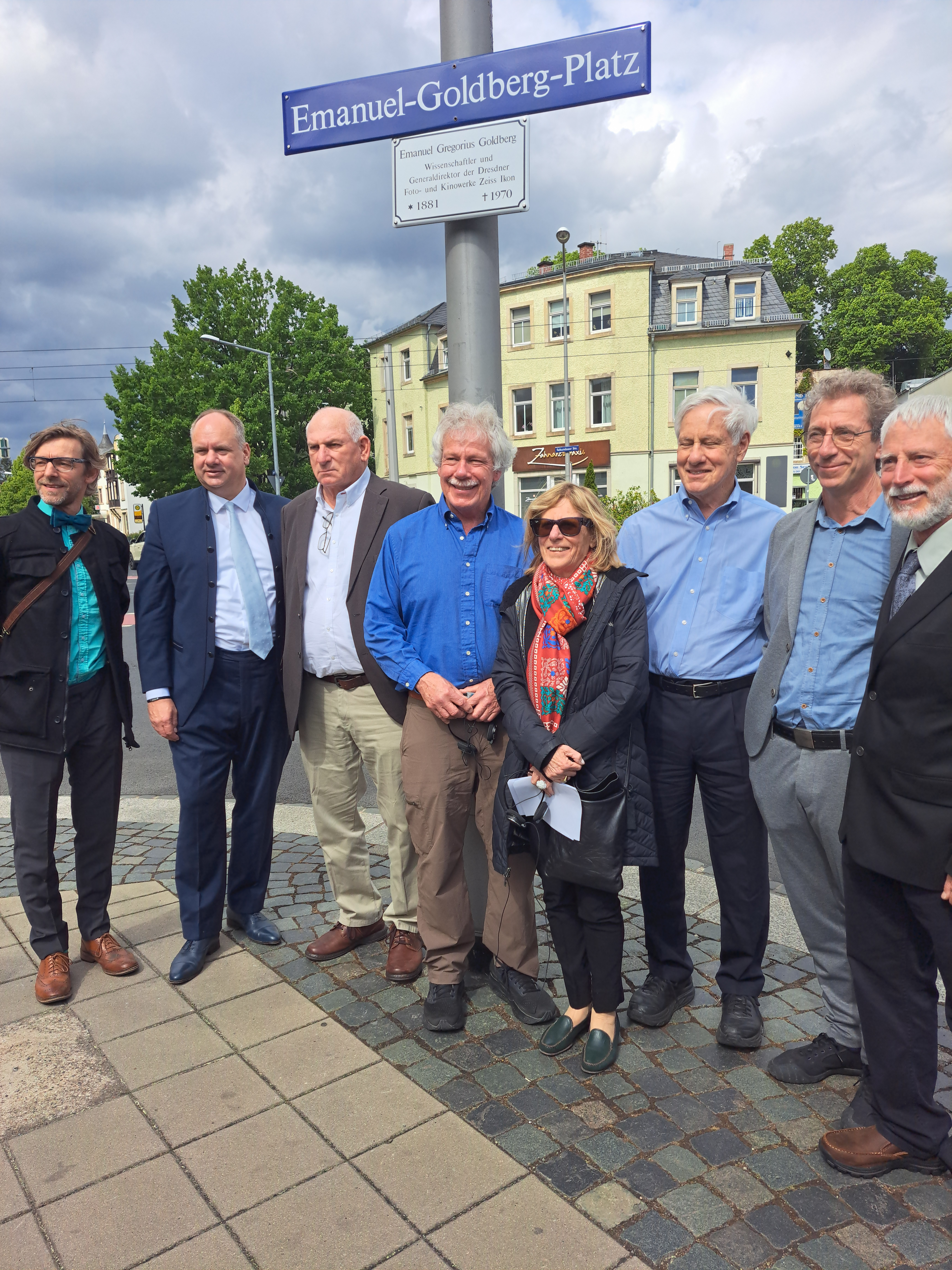
Feierliche Einweihung des Emanuel-Goldberg-Platzes, 18. Mai 2025

Vor dem Grundstück in der Oeserstraße 5 wurde am 15. März 2018 ein Stolperstein verlegt.
Der Stadtbezirksbeirat Blasewitz in Dresden schlug 2024 vor, einen Platz nach Goldberg zu benennen. Nach dem Beschluss des Dresdner Stadtrates wurde die Kreuzung von Altenberger Straße, Schandauer Straße und Bärensteiner Straße in Emanuel-Goldberg-Platz benannt. Die feierliche Enthüllung des Straßenschildes fand am 18. Mai 2025 statt. Neben dem Oberbürgermeister Dirk Hilbert waren auch die fünf direkten Nachfahren anwesend. Die Dresdner Verkehrsbetriebe haben am 11. August 2025 die bisherige Haltestelle Altenberger Straße nach dem neuen Platznamen umbenannt.
Die Technische Universität Dresden verleiht jährlich den mit 2000 Euro dotierten Emanuel-Goldberg-Preis für „besonders herausragende Dissertationen […] auf den Gebieten Optoelektronik und Photonik“.

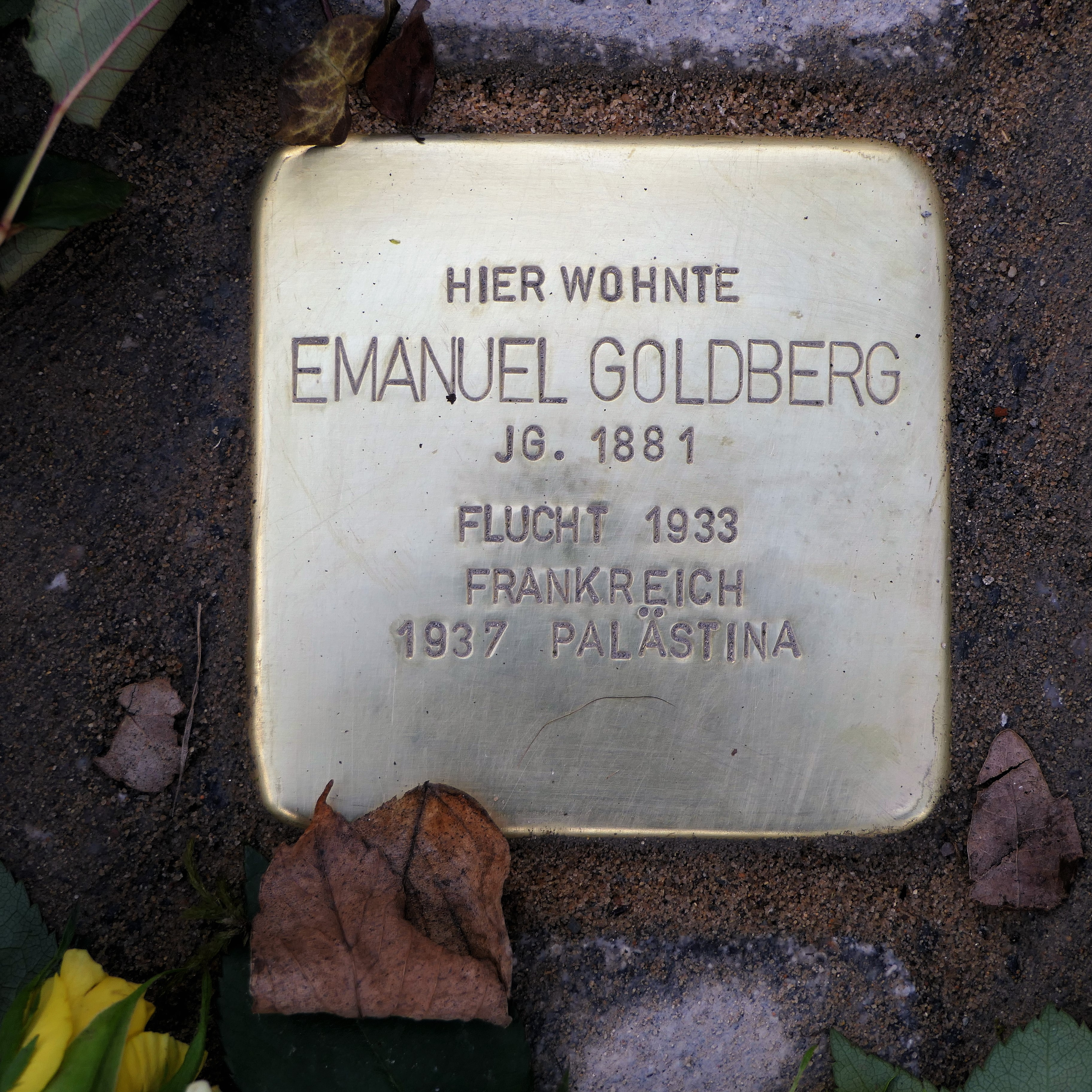
Stolperstein
Straßenschild

## Leistungen

### Frühe Erfindungen
Goldberg ließ sich 1902 verbesserte Methoden zur Galvanotechnik mit Zink und Eisen patentieren und veröffentlichte zahlreiche Arbeiten über verbesserte Drucktechniken, die Reduzierung von Moiré-Effekten bei Druckrastern, fotografischen Reproduktionstechniken und andere Themen. 1910 wurde er für eine verbesserte Methode zur Herstellung neutralgrauer Keile aus Gelatine (Goldberg-Keil) bekannt, die in der Sensitometrie breite Anwendung fand, und für den Densographen, ein Instrument zur Messung der Schwärzung von fotografischen Platten.

### Weitere Erfindungen
Bei der Internationalen Camera Actiengesellschaft (ICA) entwickelte er 1921 den Kinamo, eine kompakte 35-mm-Filmkamera, die für den wachsenden Bedarf von Amateuren und Halbprofis geeignet war. 1923 fügte er einen Federantrieb hinzu, der das Filmen mit freier Hand ermöglichte. Goldberg stellte Filme mit sich selbst und seiner Familie her, die als Werbekurzfilme dienten, und veröffentlichte 1927 den Ski-Film Ein Sprung. . . Ein Traum. Der Kinamo wurde von Joris Ivens und anderen Dokumentarfilmern in den späten 1920er und frühen 1930er Jahren benutzt.
1925 stellte Goldberg die Mikropunkt-Technik (Mikrat nach Goldberg) vor. Diese Erfindung wurde später oft fälschlich einem angeblichen „Professor Zapp“ zugeschrieben, weil dies von J. Edgar Hoover in einem Artikel von April 1946 im Reader’s Digest behauptet worden war. Wahrscheinlich entstand dies aus einer Verwechslung mit Kurt Zapp, der deutsche Agenten während des Zweiten Weltkriegs in Mikropunktfotografie ausgebildet hatte. Im Kalten Krieg stellten Mikropunkte eine wesentliche Methode von Spionen dar, Geheimdokumenten abzufotografieren und schmuggeln zu können.
Bei der ICA und Zeiss Ikon war Goldberg an vielen Erfindungen und der Entwicklung der Contax-35-mm-Kamera beteiligt.
Am besten bekannt war Goldberg für seine umfassenden Forschungen zur Sensitometrie, wie sie in seinem Buch Der Aufbau des photographischen Bildes (1922) zusammengefasst wurden, und die Goldberg-Bedingung für eine optimale Wiedergabe der Graustufen in der fotografischen Reproduktion. Er und sein früherer Lehrer und Kollege Robert Luther verhalfen 1931 auf dem „VIII. Internationalen Kongress für wissenschaftliche und angewandte Photographie“ in Dresden dem deutschen Standard DIN 4512 für Filmempfindlichkeit zur Anerkennung. Auf demselben Kongress stellte Goldberg seine Statistische Maschine vor, bei der mit Hilfe von Fotozellen und Mustererkennung die Metadaten auf Rollen von Mikrofilm durchsucht werden konnten (US-Patent 1,838,389 vom 29. Dezember 1931). Diese Technologie wurde leicht abgewandelt auch 1938 von Vannevar Bush für seinen Microfilm rapid selector genutzt und war die Grundlage für die fiktive Memex in Bushs einflussreichem Essay As we may think von 1945.

## Lehre und andere Aktivitäten
In Deutschland war Goldberg unter anderem Berater für Luftbildfotografie während des Ersten Weltkriegs und für Carl Zeiss in Jena. In Palästina und dem späteren Israel war er als Berater sowohl im zivilen als auch militärischen Bereich tätig. In Tel Aviv führte er ein Ausbildungssystem ein, mit dem fortgeschrittene technische Kenntnisse und Fähigkeiten späteren Fachleuten der israelischen Hochtechnologie vermittelt wurden.
Für seine Verdienste wurde ihm 1957 der Ehrendoktor Doctor of Science in Technology des Technion – Israel Institute of Technology verliehen.

## Werk

### Publikationen (Auswahl)

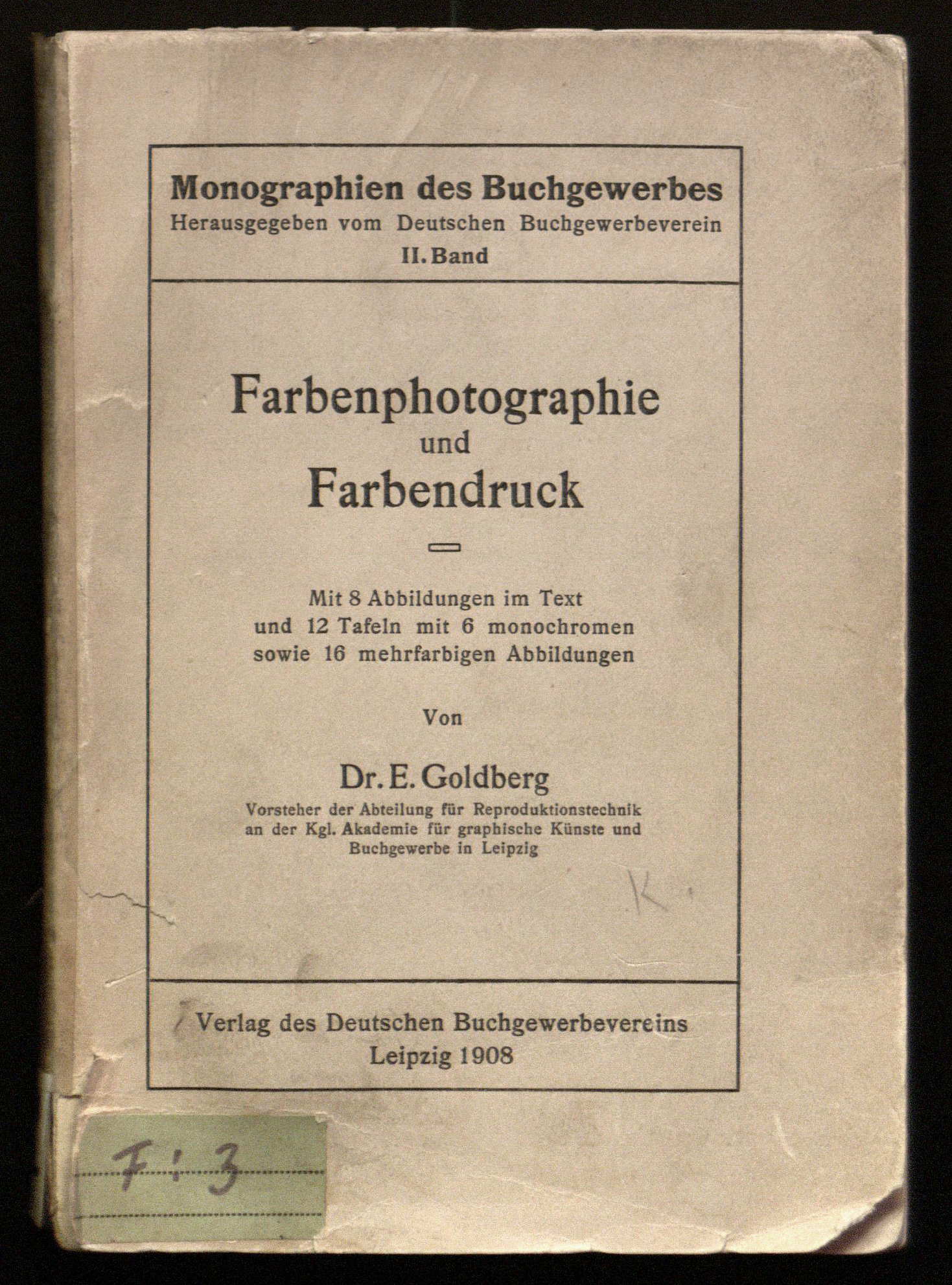
Titel der Publikation Farbendruck und Farbenphotographie, erschienen 1908 im Verlag des Deutschen Buchgewerbevereins in Leipzig

- Beiträge zur Kinetik photochemischer Reaktionen, Dissertation, Universität Leipzig 1906
- Farbenphotographie und Farbendruck, Verlag des Deutschen Buchgewerbevereins, Leipzig 1908
- Densograph, ein Registrierapparat zur Messung der Schwärzung von photographischen Platten, in: Josef Maria Eder (Hrsg.): Jahrbuch für Photographie und Reproduktionstechnik, Knapp, Halle a. S. 1910, S. 226–233
- The Densograph, in: British Journal of Photography 57 (26. Aug. 1910), S. 649–651
- Die Herstellung neutral grauer Keile und verlaufender Filter für Photometrie und Photographie, in: Josef Maria Eder (Hrsg.): Jahrbuch für Photographie und Reproduktionstechnik, Knapp, Halle a. S. 1911, S. 149–155
- Die Grundlagen der Reproduktionstechnik in gemeinverständlicher Darstellung, Knapp, Halle a. S. 1912
- Führer durch die Gruppe Wissenschaftliche Photographie: Internationale Ausstellung für Buchgewerbe und Graphik Leipzig 1914, Knapp. Halle a. S. 1914.
- Wissenschaftliche Photographie, in: Internationale Ausstellung für Buchgewerbe und Graphik Leipzig 1914, Amtlicher Katalog, Leipzig 1914, S. 160–165.
- Gruppe VIII Reproduktionstechnik, in: Internationale Ausstellung für Buchgewerbe und Graphik Leipzig 1914, Amtlicher Katalog, Leipzig 1914, S. 185–187
- Der Aufbau des photographischen Bildes: Teil 1 Helligkeitsdetails, Knapp, Halle a. S. 1922
- A new process of micro-photography, in: British Journal of Photography 73 (13. August 1925), S. 462–465
- Kinematographische Wolkenaufnahmen, in: Photo-Technik Nr. 7, Zeiss Ikon AG, Dresden 1926, S. 145–148
- Kinamo S 10, in: Photo-Technik Nr. 1,  Zeiss Ikon AG, Dresden 1929, S. 18–19
- The retrieval problem in photography, in: Journal of the American Society for Information Science 43 (4), 1932, S. 295–298
- Deutscher Vorschlag zur sensitometrischen Normung, in: J. Eggert, A. v. Biehler (Hrsg.): Bericht über den VIII. Internationalen Kongress für Wissenschaftliche und Angewandte Photographie, Dresden 1931, Barth/Leipzig 1932. S. 100–101
- Die Grundlagen des Tonfilms, in: J. Eggert, A. v. Biehler (Hrsg.): Bericht über den VIII. Internationalen Kongress für Wissenschaftliche und Angewandte Photographie, Dresden 1931, Barth/Leipzig 1932. S. 213–214
- Das Registrierproblem in der Photographie, in: J. Eggert, A. v. Biehler (Hrsg.): Bericht über den VIII. Internationalen Kongress für Wissenschaftliche und Angewandte Photographie, Dresden 1931, Barth/Leipzig 1932. S. 317–320
- Precision instruments industry. In: J. B. Hobman (Hrsg.): Palestine's economic future : A review of progress and prospects. Lund, Humphries and Co. London. 1946. S. 238–243

### Patente (Auswahl)
- 1903. GB. GB000190207923A. An Improvement in Electrolytically Coating Iron with Zinc
- 1903. US. US000000733028A. Electrolytically Coating Iron with Zinc
- mit Martin Nowicki: 1926. US. US000001573314A. Enlarging camera
- mit Martin Nowicki: 1928. US. US000001667110A. Film box
- 1929. US. US000001704189A. Motion-picture camera driven by alpha spring mechanism
- mit Otto Fischer: 1929. US. US000001713277A. Film-spool construction
- 1929. FR. FR000000657787A. Machine statistique
- 1929. GB. GB000000288580A. Improvements in or relating to adding, sorting, statistical and like machines
- 1930. US. US000001747705A. Film-feeding device
- mit Otto Fischer: 1930. US. US000001750401A. Cinematograph camera with clockwork driving mechanism
- 1930. US. US000001772774A. Cinema camera
- mit Otto Fischer: 1930. US. US000001779468A. Cinematographic camera
- 1931. US. US000001789679A. Cinematographic camera
- 1931. US. US000001802598A. Film magazine
- mit Otto Fischer: 1931. US. US000001804500A. Film box
- 1931. US. US000001830602A. Distance releasing device for moving picture cameras driven by a spring mechanism
- 1931. US. US000001838389A. Statistical machine
- 1934. US. US000001973203A. Nipkow disk for television
- 1939. DE. DE000000670190A. Vorrichtung zum Aussuchen statistischer und buchhalterischer Angaben
- 1940. DE. DE000000691162A. Statistische Maschine
- 1940. DE. DE000000697265A. Vorrichtung zum Aussuchen statistischer Angaben
- 1940. US. US000002225433A. Photographic camera for flexible materials sensitive to light
- 1953. GB. GB000000690268A. Improvements in or relating to refractometers
- 1953. US. US000002652744A. Photographic copying apparatus
- 1955. DE. DE000001706938U. Blendschutzvorrichtung fuer Kraftfahrzeuge
- mit Herbert Goldberg: 1956. US. US000002768553A. Refractometers
- mit Herbert Goldberg: 1961. US. US000002972926A. Refractometers